# Fidaz
Koordinaten: 46° 50′ N, 9° 19′ O

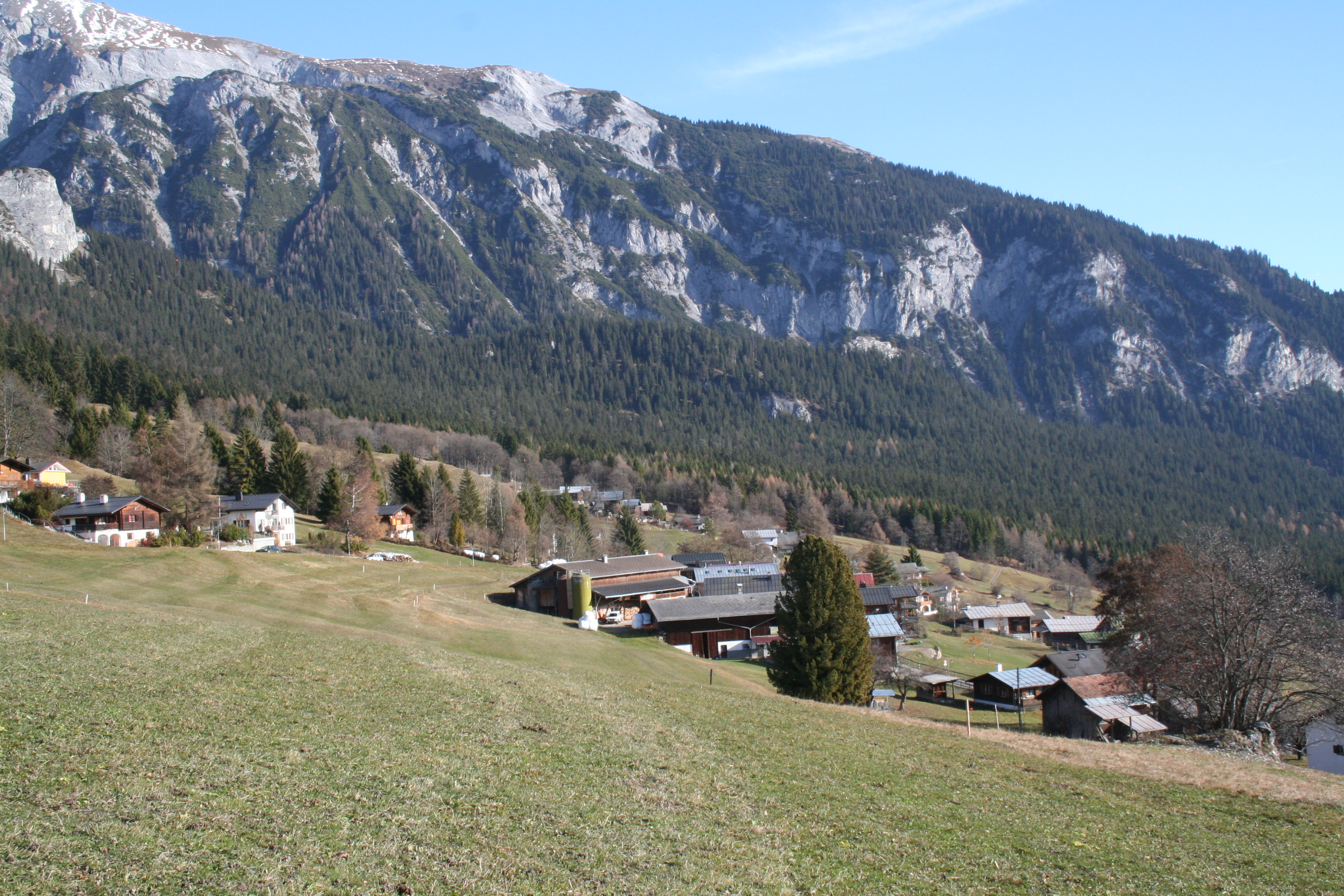
Fidaz

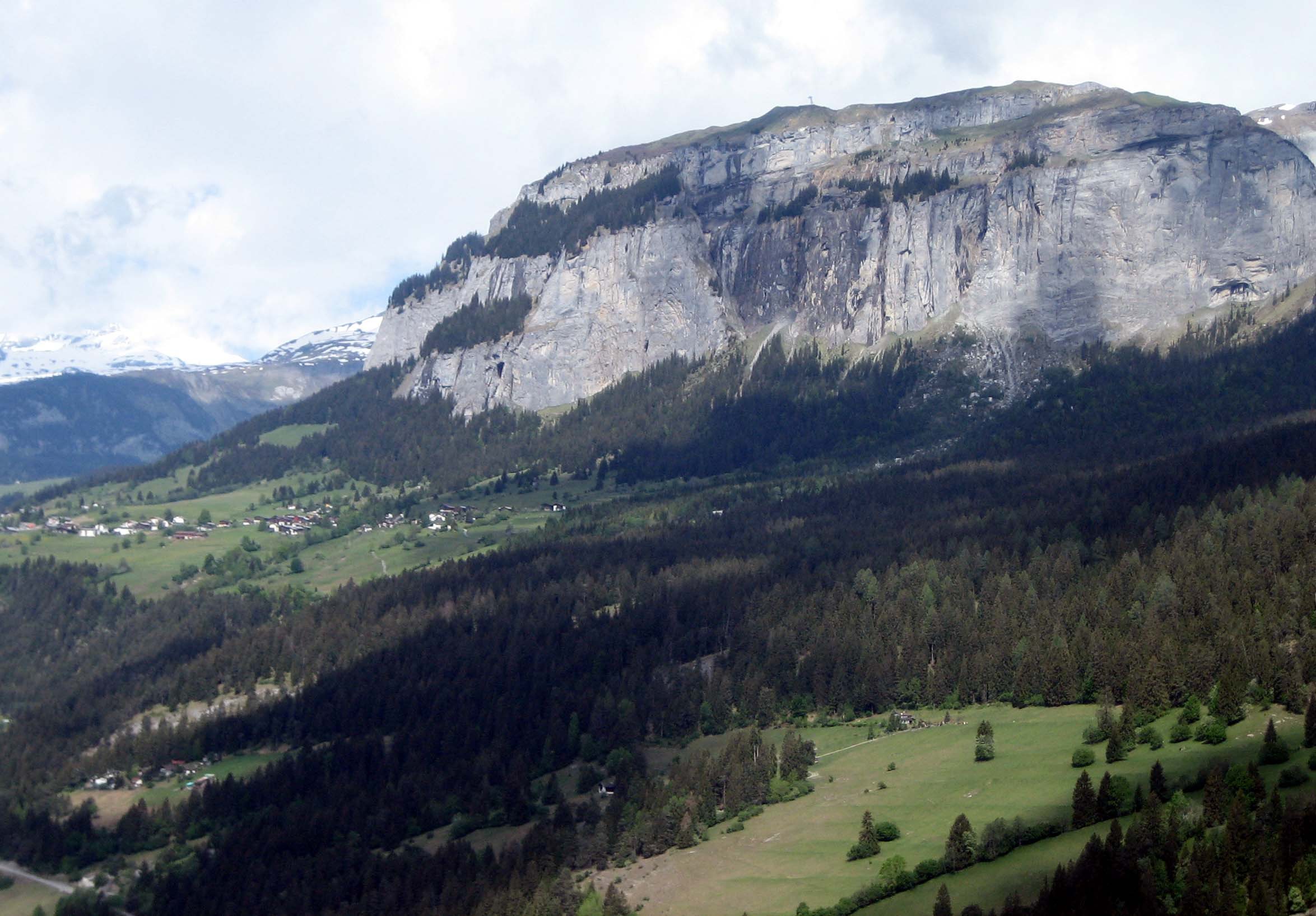
Lage unter dem Flimserstein

Fidaz ist ein Ort in der Bündner Surselva am Fuss des Flimsersteins. Er gehört politisch zur Gemeinde Flims. Zu Fidaz gehört der Weiler Scheia.

## Geschichte
Fidaz war ursprünglich schwach besiedelt. Es wurde dann durch Einwanderung aus Vals eine Walsersiedlung inmitten des rätoromanischen Sprachgebietes.
Die isolierte Lage brachte es mit sich, dass die deutsche Sprache im Laufe der Zeit zugunsten des Sursilvan aufgegeben wurde. In einem Rodel aus dem Jahr 1574 tragen die Fidazer noch fast ausschliesslich deutsche Namen. 1742 beschreibt Nicolin Sererhard ein zweisprachiges Fidaz, in dem der Pfarrer noch einmal monatlich auf Deutsch predigen müsse. 1805 schreibt die Zeitschrift Der Neue Sammler, die rätoromanische Sprache herrsche in Flims und Fidaz, und 1868 bezeugt Pfarrer Darms, in Fidaz werde fast ausschliesslich dieses Idiom gesprochen.
1810 brachte der Verkauf von Weiderechten an die Gemeinde Trin 600 Gulden. Aus dem Erlös bauten die Fidazer 1837 eine eigene Schule, die bis 1865 betrieben wurde.
Am Ostermontag 1939 zerstörte der Bergsturz Fidaz das Kinderheim Sunnehüsli im hinteren Teil des Ortes. 18 Kinder und Erzieherinnen fanden den Tod.

## Sehenswürdigkeiten
Sehenswürdigkeiten des in den letzten Jahren touristisch und infrastrukturell stark gewachsenen Gemeindeteils sind die Casa Martin pign als regionaltypischer romanischer Hausbau aus dem 16. Jahrhundert, ein Kurhaus von zirka 1910 und die frühmittelalterliche reformierte Dorfkirche. Oberhalb von Fidaz liegt das Hochtal Bargis, im Osten finden sich die Ruinen der Burg Belmont.